# Robert de Luzarches
Robert de Luzarches né vers 1160 sans doute à Luzarches dans l'actuel Val-d'Oise et mort en 1228 à Amiens est un architecte médiéval. 
Il est connu dans l'histoire pour être le premier maître  d'œuvre de la cathédrale Notre-Dame d'Amiens.

## Biographie
On ne connaît rien de sa vie ni de son parcours professionnel mis à part qu'il a été l'architecte de l'église conventuelle de l'abbaye de Port-Royal des Champs, qu'il construisit dans le style cistercien.
Il fut surtout le concepteur du projet de construction de la cathédrale d'Amiens. Choisi pour son art des dessins et des maquettes, il fut engagé sur ce chantier vers 1220. Il réduisit au maximum le nombre de gabarits utiles à la construction de la nef et du transept, ce qui accéléra le chantier. On lui attribue la construction de la nef et des parties basses du chœur.
Une inscription datant de 1288 sur la pierre centrale du « labyrinthe » de la nef indique que la construction avait commencé en 1220, et que « Robert, appelé de Luzarches », en était l'architecte. L'inscription précise qu'il eut pour successeurs Thomas de Cormont et son fils Renaud.

## Hommage posthume
- Gédéon de Forceville a réalisé une statue de Robert de Luzarches et l'a érigée sur le monument des Illustrations picardes.
- George Louis Poilleux Saint-Ange a peint un portrait de Robert de Luzarches présenté lors de l'exposition organisée par la Société des Amis des arts du département de la Somme en mai-juin 1883 (n° 376 du catalogue). Localisation actuelle inconnue.
- Valentin Molliens réalisa une statue de Robert de Luzarches sur la façade de la maison Douillet de style néogothique sur le Parvis de la Cathédrale d'Amiens.
- Une rue du centre ville d'Amiens menant au portail sud de la cathédrale porte son nom.
- Un lycée d'Amiens, situé dans le quartier Saint-Acheul a pris le nom de Robert de Luzarches.

## Annexes

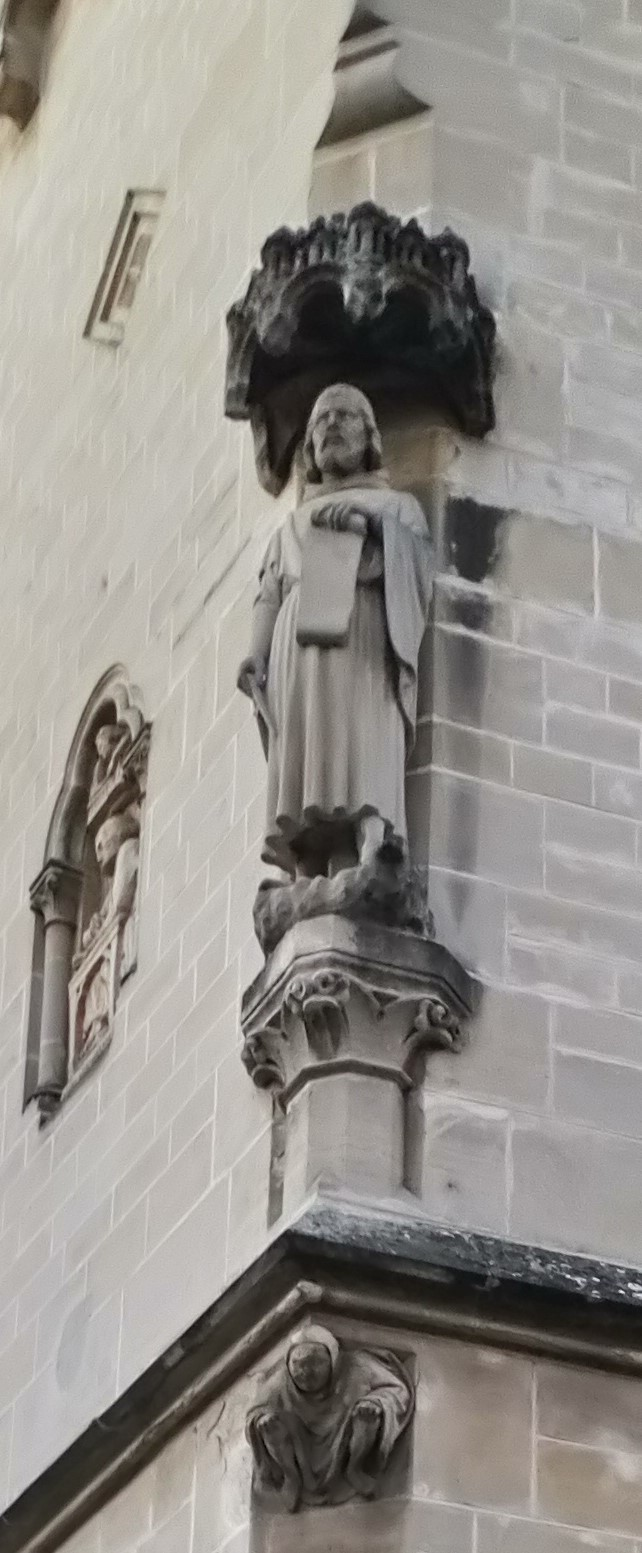
Robert de Luzarches par Valentin Molliens